# Aéroport de Malmö
L'aéroport de Malmö ou aéroport de Malmö-Sturup (suédois : Malmö-Sturup flygplats) (code IATA : MMX • code OACI : ESMS) est un aéroport situé à Malmö, en Suède.

## Situation

### Carte des aéroports de Suède
| \| 50 km1:2 974 000 \| Montagnes · Sälen Ängelholm–Helsingborg Åre Östersund Arvidsjaur Borlänge Gällivare Göteborg-Landvetter Hagfors Halmstad Hemavan Tärnaby Jönköping Kalmar Karlstad Kiruna Kramfors-Sollefteå Linköping Luleå Lycksele Malmö Mora-Siljan Norrköping Örnsköldsvik Örebro Pajala Ronneby Skellefteå Stockholm-Arlanda Stockholm-Bromma Stockholm-Skavsta Stockholm-Västerås Sundsvall-Timrå Sveg Torsby Trollhättan–Vänersborg Umeå Växjö Vilhelmina Visby |
| 50 km1:2 974 000 |

## Statistiques
Pour des raisons techniques, il est temporairement impossible d'afficher le graphique qui aurait dû être présenté ici.

Voir la requête brute et les sources sur Wikidata.

## Compagnies et destinations
| Compagnies                      | Destinations |
| ------------------------------- | --- |
| BRA Braathens Regional Airlines | Stockholm-Bromma En saison : Sälen/Montagnes de Scandinavie, Visby |
| Ryanair                         | Stockholm-Arlanda, Zagreb-Pleso |
| Scandinavian Airlines           | Stockholm-Arlanda |
| Sunclass Airlines               | En saison charter : - Antalya, - Héraklion-N. Kazantzákis, - La Canée I.-Daskaloyánnis, - Larnaca, - Las Palmas/Gran Canaria, - Palma de Majorque, - Rhodes-Diagoras, - Ténériffe-Sud Reine Sofia                                                           |
| Trade Air                       | Priština |
| Wizz Air                        | - Banja Luka, - Belgrade-Nikola-Tesla, - Bucarest-H. Coandă, - Budapest-Ferenc Liszt, - Cluj-Napoca, - Gdańsk-L. Wałęsa, - Katowice-Pyrzowice, - Niš Constantin-le-Grand, - Skopje, - Tuzla, - Varsovie-Chopin En saison: Ohrid-Saint-Paul-l'Apôtre, Tirana |

Édité le 16/10/2018  Actualisé le 27/02/2023